# Reteterebella aloba
Reteterebella aloba är en ringmaskart som beskrevs av Anne D. Hutchings och Glasby 1988. Reteterebella aloba ingår i släktet Reteterebella och familjen Terebellidae. Inga underarter finns listade i Catalogue of Life.